# Budynek przy ul. Henryka Sienkiewicza 34 w Toruniu
Budynek przy ul. Henryka Sienkiewicza 34 w Toruniu – neogotycki budynek dawnej preparandy katolickiej wybudowany w 1904, położony na Bydgoskim Przedmieściu w Toruniu. Od 1958 roku siedziba V Liceum Ogólnokształcącego.
Prace rozpoczęto na początku lutego 1904 roku. W maju 1904 roku ogłoszono przetarg na roboty szklarskie. Budynek oddano do użytku 11 października 1904 roku. Pierwotnie mieściła się w nim preparanda katolicka. W okresie międzywojennym znajdowała się Pomorska Izba Rolnicza. Po II wojnie światowej budynek ponownie pełnił funkcję oświatowe. Od 1958 roku jest siedzibą V Liceum Ogólnokształcącego im. Jana Pawła II.
Na pierwszym piętrze w południowej części mieści się aula o powierzchni 100 m². Od zewnątrz jest reprezentowana przez schodkowy szczyt z blendami. Jest to nawiązanie do fasad toruńskich kamienic gotyckich.
Budynek figuruje w gminnej ewidencji zabytków (nr 1086).